# GIPF
GIPF je abstraktní desková hra pro dva hráče, která je první a ústřední hrou GIPF projektu. Autorem všech her projektu je Kris Burm z Belgie. GIPF vznikl v roce 1997.

## Pravidla
GIPF má tři verze pravidel: základní, standardní a turnajovou. Navíc je možné využít zvláštní kameny, tzv. potenciály, a s jejich pomocí propojit GIPF s ostatními hrami GIPF projektu, popř. s libovolnými dalšími hrami.

### Základní pravidla
GIPF se hraje na hracím plánu, který tvoří šestiúhelník symetricky rozdělený 12 čarami rovnoběžnými s jeho stranami. Každá čára je na obou stranách zakončena černou tečkou. V průběhu hry hráči pokládají kameny na černé tečky a pak je přesouvají po čarách na průsečíky.

#### Začátek hry
V základní verzi dostane každý hráč 15 kamenů své barvy (bílá a černá). Každý hráč umístí 3 své kameny na vyznačené průsečíky na desce, zbylých 12 kamenů si ponechá v rezervě.
Hru začíná bílý, pak se oba hráči v tazích střídají.

#### Průběh tahu
Tah každého hráče se skládá ze dvou fází:
1. Hráč položí jeden ze svých kamenů na kteroukoli černou tečku na konci čáry.
2. Hráč přesune tento kámen z tečky po čáře na nejbližší průsečík. Není-li volný, posune o jeden průsečík dál kámen z tohoto průsečíku spolu s celou řadou kamenů za ním.

- Není povoleno vysunout kámen na černou tečku – jsou-li všechny průsečíky na čáře zaplněny, hráč nesmí přidat kámen na tuto čáru.
- Ocitnou-li se po skončení tahu nejméně 4 kameny stejné barvy v řadě za sebou, pak si je hráč, kterému patří, vezme z plochy spolu se všemi dalšími kameny obou barev, které leží v řadě před a za touto čtveřicí až po volný průsečík nebo černou tečku. Kameny své barvy si vrátí do rezervy, kameny soupeřovy barvy si ponechá jako kořist.
- Vznikne-li na desce více řad 4 kamenů stejné barvy za sebou, pak pokud se neprotínají, hráč si je vezme všechny. Pokud se protínají, hráč si může vybrat, kterou z nich si vezme. Pokud se sebráním jedné řady naruší druhá čtveřice, druhou si nebere.
- Vznikne-li oběma hráčům nějaká řada 4 kamenů jejich barvy za sebou, pak si jako první bere hráč, který byl na tahu.

#### Konec hry
Hra končí ve chvíli, kdy hráči, který má učinit tah, nezbyl v rezervě žádný kámen. Tento hráč prohrává. Remíza není možná. Každý hráč má právo stále vidět, kolik kamenů zbývá soupeři v rezervě.

### Standardní pravidla
Standardní pravidla se od základních liší přidáním GIPF-kamenů, které tvoří dva základní kameny položené na sobě. Hraje se s nimi následovně:
- Každý hráč má 18 kamenů. Před zahájením hry se na vyznačená místa na desce položí v každé barvě 3 GIPF-kameny, každý tvořen dvěma základními kameny položenými na sobě. Hráčům v rezervě zbývá 12 kamenů.
- Nachází-li se GIPF kámen v řadě, která má být odebrána, pak ho hráč není povinen odebrat (bez ohledu na to, zda je to jeho GIPF-kámen nebo soupeřův). Ocitne-li se tento kámen na průsečíku dvou čtveřic, pak hráč může vzít první čtveřici, ale nebrat GIPF-kámen, čímž zůstane druhá čtveřice neporušená a hráč ji vezme (opět s tím, že GIPF-kámen může a nemusí vzít).
- Vezme-li hráč z desky vlastní GIPF-kámen, vrací se mu do rezervy jako dva základní kameny. V průběhu hry není dovoleno přidávat na desku nové GIPF-kameny.
- Hráč prohrává nejen tehdy, když mu na začátku jeho tahu nezbývá v rezervě žádný kámen, ale i tehdy, když je z desky odstraněn jeho poslední GIPF-kámen.

### Turnajová pravidla
Turnajová pravidla se od standardních liší způsobem, jakým se GIPF-kameny dostanou do hry:
- Hra začíná s prázdnou deskou. Každý hráč má v rezervě 18 kamenů.
- V prvním tahu musí každý hráč nasadit GIPF-kámen v podobě dvou základních kamenů položených na sobě. GIPF-kámen se nasazuje do hry stejným způsobem jako základní kámen.
- V dalších tazích hráči mohou nasazovat GIPF-kameny i základní kameny. Jakmile však hráč nasadí první základní kámen, nesmí již v této hře nasazovat GIPF-kameny. Jeho soupeř (pokud ještě nenasadil základní kámen) stále smí nasazovat GIPF-kameny až do tahu, v němž nasadí první základní kámen. Každý hráč tedy může mít až devět GIPF-kamenů.
- Ocitnou-li se za sebou 4 nebo více GIPF-kamenů stejné barvy, pak hráč, kterému patří, se může rozhodnout nevzít ani jeden. Pokud se tak rozhodne a čtveřice GIPF-kamenů zůstane v řadě za sebou do jeho dalšího tahu, může se v dalším tahu znovu rozhodnout, zda je vezme, a to před i po vykonání tahu.

Ostatní pravidla jsou shodná se standardními.

## Potenciály
Potenciály jsou doplňky, které se pokládají na základní kameny. Každý z nich umožňuje jednou za hru vykonat zvláštní tah. Potenciály také umožňují propojit GIPF s ostatními hrami GIPF projektu, popř. s libovolnými dalšími hrami.
Před hrou se hráči musejí dohodnout, které potenciály do hry zařadí a kolik od každého druhu (doporučují se aspoň 3). Pro jejich nasazování a používání platí následující pravidla, která mohou rozšířit základní, standardní i turnajovou verzi:
- Každý hráč má na začátku hry kromě základních kamenů dohodnutý počet potenciálů.
- Potenciál vstupuje do hry položený na základním kameni, který hráč nasazuje obvyklým způsobem. Potenciál nelze nasadit do hry samostatně ani ho nelze nasadit na GIPF-kámen. Ve hře se kameny s potenciály posunují a sbírají stejně jako ostatní kameny.
- Hráč musí nasadit kameny s potenciály ještě předtím, než začne nasazovat základní kameny. Nasadí-li základní kámen, přijde o všechny nenasazené potenciály. V turnajové verzi se napřed nasazují GIPF-kameny, pak kameny s potenciály a nakonec základní kameny.
- Zvláštní schopnost potenciálu může být využita hned, jak je kámen na desce, tedy ještě před nasazením ostatních zbylých potenciálů.
- Stejně jako GIPF-kámen, ani kámen s potenciálem hráč není povinen vzít, nachází-li se v odebírané řadě. Pokud ho však vezme, nevyužitý potenciál z kamene je ztracen (i když ho vezme jeho majitel). Potenciály se nikdy nevracejí do rezervy.
- Vznikne-li za sebou řada 4 kamenů s potenciály nebo kombinace 4 kamenů s potenciály a GIPF-kamenů téže barvy, hráč musí jeden z nich vzít (na rozdíl od řady 4 GIPF-kamenů).
- Využití zvláštní schopnosti potenciálu se považuje za tah.
- Potenciál může být využit jen jednou za hru. Po použití se potenciál stane základním kamenem, stejně jako kámen, na němž ležel.
- Hráč neprohrává v situaci, kdy mu na začátku jeho tahu nezbyl žádný kámen v rezervě, ale může ještě učinit tah využitím zvláštní schopnosti potenciálu.

### Druhy potenciálů
TAMSK-potenciálJakmile se kámen s tímto potenciálem dostane na průsečík uprostřed desky, pak hráč, kterému patří, může učinit tah navíc (i když se tam dostal v tahu soupeře). V tomto tahu sejme potenciál z kamene a nasadí ho do hry jako další základní kámen.
ZÈRTZ-potenciálMůže přeskočit přes libovolný počet kamenů za sebou (nejméně jeden) libovolných druhů a barev v kterémkoli směru na první volné místo za nimi, kde se stane základním kamenem. Nelze ukončit skok na černé tečce a nelze přeskočit prázdné místo. Přeskočené kameny zůstávají na desce.
DVONN-potenciálMůže přeskočit na kterýkoli soupeřův kámen na sousedním průsečíku, čímž se z něj stává kámen majitele potenciálu. Tímto kamenem nesmí být GIPF-kámen ani kámen s jiným než DVONN-potenciálem. DVONN-potenciály obou hráčů se takto mohou střídavě vršit na sobě, čímž kámen neustále mění majitele. Pokud se tento kámen ocitne v řadě kamenů, která má být odstraněna, pak se odstraní jen vrchní potenciál a kámen se opět stane kamenem druhého hráče.
YINSH-potenciálMůže přeskočit na sousední volný průsečík nebo přes libovolný počet volných průsečíků na volný průsečík za nimi, kde se stane základním kamenem. Nelze ukončit skok na černé tečce a nelze přeskočit kámen.
PÜNCT-potenciálMůže přeskočit na kterýkoli soupeřův kámen na sousedním průsečíku, čímž se z něj stává kámen majitele potenciálu. Tímto kamenem nesmí být základní kámen (tj. může to být jedině GIPF-kámen) ani kámen s jiným než PÜNCT-potenciálem. PÜNCT-potenciály obou hráčů se takto mohou střídavě vršit na sobě, čímž kámen neustále mění majitele. Pokud se tento kámen ocitne v řadě kamenů, která má být odstraněna, pak se odstraní jen vrchní potenciál a kámen se opět stane kamenem druhého hráče.

### Využití potenciálů ke kombinaci her
V této variantě má každý hráč za celou hru omezený (dohodnutý) počet pokusů o neutralizaci soupeřova potenciálu. Zahraje-li jeden hráč potenciál a soupeř chce využít pokus ho neutralizovat, hráči odloží GIPF a ihned si zahrají hru, která má stejný název jako potenciál (výjimkou je TAMSK-potenciál, u kterého se místo vyřazeného TAMSKu hraje TZAAR). Jestliže hráč, který chtěl použít potenciál, vyhraje nebo remízuje, může potenciál použít. Pokud však prohraje, o potenciál přijde a musí vykonat jiný tah.
Hráči se samozřejmě mohou dohodnout, že o použití nebo neutralizaci potenciálu rozhodne jiná hra než ta, která se jmenuje stejně jako potenciál; může to být i hra nezařazená do GIPF projektu nebo může rozhodnout náhoda, např. hod kostkou.